# Éric Naggar
Éric Naggar est un acteur, dialoguiste et auteur de théâtre français né le 3 décembre 1957 à Neuilly-sur-Seine en Île-de-France.

## Biographie
Après un passage au Cours Simon, il se lance dans l'écriture. Deux de ses pièces sont mises en scène par Jean Rochefort, avec Jean-Pierre Marielle en tête d’affiche : L'étrangleur s'excite au théâtre Hébertot en 1982 et La Femme à contre-jour au théâtre des Mathurins en 1988.
Au début des années 2000, il devient un acteur prolifique dans la grande tradition des seconds rôles français. On peut le voir, entre autres, dans des films de Guillaume Canet, Patrice Leconte, Luc Besson, Christian de Chalonge ou encore Jean-Pierre Jeunet.
Pour Guillaume Canet, il participe à l’écriture des dialogues de Mon idole.

## Filmographie

### Cinéma

#### Longs métrages
- 1981 : Neige de Juliet Berto et Jean-Henri Roger
- 1981 : Il faut tuer Birgitt Haas de Laurent Heynemann
- 1981 : L'Indiscrétion de Pierre Lary
- 2001 : Le Vélo de Ghislain Lambert de Philippe Harel : le mage
- 2002 : Mon idole de Guillaume Canet : le maire
- 2003 : Taxi 3 de Gérard Krawczyk : le docteur
- 2004 : Le Grand Rôle de Steve Suissa : le chef du plateau de doublage
- 2004 : Pédale dure de Gabriel Aghion : l'homme Carpaccio
- 2004 : Le plus beau jour de ma vie de Julie Lipinski : le voisin
- 2004 : Alive de Frédéric Berthe : Jérôme
- 2005 : Tu vas rire mais je te quitte de Philippe Harel
- 2005 : Les Bronzés 3 - Amis pour la vie de Patrice Leconte : Monsieur Guy
- 2005 : Le Démon de midi de Marie Pascale Osterrieth : l'avocat
- 2005 : L'Enfer de Danis Tanović : le professeur
- 2006 : Un ticket pour l'espace d'Éric Lartigau : le Premier Ministre
- 2006 : L'Entente cordiale de Vincent de Brus : Alain Lambert
- 2006 : Mon colonel de Laurent Herbiet : le maître d'hôtel
- 2006 : Mon meilleur ami de Patrice Leconte : Bigleux
- 2006 : Les Aristos de Charlotte de Turckheim : le maître de maison
- 2006 : Ne le dis à personne de Guillaume Canet : Maître Pierre Ferrault
- 2006 : Madame Irma de Didier Bourdon et Yves Fajnberg : Monsieur Miltin
- 2006 : Le Serpent d'Éric Barbier : le juge d'instruction
- 2007 : Les Vacances de Mr Bean de Steve Bendelack : l'homme suicidaire
- 2007 : Nos 18 ans de Frédéric Berthe : le proviseur
- 2007 : Rush Hour 3 de Brett Ratner : le réceptionniste de l'hôtel
- 2008 : Faubourg 36 de Christophe Barratier : Grevoul
- 2008 : Modern love de Stéphane Kazandjian : Charles
- 2008 : Les Enfants de Timpelbach de Nicolas Bary : le brigadier Kögel
- 2009 : Envoyés très spéciaux de Frédéric Auburtin : Jean Kowalski
- 2009 : La Femme invisible (d'après une histoire vraie) de Agathe Teyssier : le chercheur
- 2009 : Erreur de la banque en votre faveur de Michel Munz et Gérard Bitton : Monsieur du Rouvre
- 2009 : Tellement proches d'Éric Toledano et Olivier Nakache : Monsieur Kadoche
- 2009 : Le Dernier pour la route de Philippe Godeau : Gunther
- 2009 : Micmacs à tire-larigot de Jean-Pierre Jeunet : Georges
- 2009 : La Sainte Victoire de François Favrat : l'expert en ondes
- 2009 : Trésor de Claude Berri et François Dupeyron : le pharmacien
- 2009 : R.T.T. de Frédéric Berthe : le client du magasin de sport
- 2010 : Coursier d'Hervé Renoh : Jacques, le réceptionniste de l'hôtel
- 2010 : Les Aventures extraordinaires d'Adèle Blanc-Sec de Luc Besson : l'éditeur
- 2010 : Gardiens de l'ordre de Nicolas Boukhrief : Valéry, l'enquêteur
- 2010 : Camping 2 de Fabien Onteniente : le maire
- 2010 : Les Petits Mouchoirs de Guillaume Canet
- 2010 : Holiday de Guillaume Nicloux : Monsieur Abraham, le concierge
- 2010 : Les Émotifs anonymes de Jean-Pierre Améris : le gérant méprisant
- 2011 : La Permission de minuit de Delphine Gleize : le présentateur de la soirée dominos
- 2011 : Halal police d'État de Rachid Dhibou : le professeur d'université
- 2011 : Mon père est femme de ménage de Saphia Azzeddine : le banquier
- 2011 : Les Mythos de Denis Thybaud : Monsieur Garidet
- 2011 : Omar m'a tuer de Roschdy Zem : Maître Girard
- 2011 : La Nouvelle Guerre des boutons de Christophe Barratier : le conservateur du musée
- 2011 : Toutes nos envies de Philippe Lioret : Maître Amado
- 2011 : L'Exercice de l'État de Pierre Schoeller : le Premier Ministre
- 2012 : Bowling de Marie-Castille Mention-Schaar : Henri
- 2012 : Associés contre le crime de Pascal Thomas : le docteur Jünger
- 2012 : Stars 80 de Frédéric Forestier : Monsieur Guitera, le banquier
- 2012 : Ma bonne étoile d'Anne Fassio : Jean-René
- 2012 : Le Capital de Costa-Gavras : Théo Craillon
- 2013 : Les Profs de Pierre-François Martin-Laval : Paul, professeur d'histoire-géographie et délégué syndical
- 2013 : Je fais le mort de Jean-Paul Salomé : l'agent Max Keffelian
- 2014 : Three Days to Kill de McG : le procureur
- 2014 : 96 heures de Frédéric Schoendoerffer : le voisin
- 2014 : L'Enquête de Vincent Garenq : Jean-Louis Gergorin
- 2015 : Papa ou Maman de Martin Bourboulon : le professeur Malinvaud
- 2015 : Ange et Gabrielle d'Anne Giafferi : le docteur
- 2016 : Arrête ton cinéma ! de Diane Kurys : le distributeur
- 2017 : Mission Pays basque de Ludovic Bernard : Olivier Huysmans
- 2017 : Stars 80, la suite de Thomas Langmann : Monsieur Guitera
- 2018 : Comme des garçons de Julien Hallard : le rédacteur en chef
- 2018 : Love Addict de Frank Bellocq : Monsieur Debreuil
- 2018 : Neuilly sa mère, sa mère ! de Gabriel Julien-Laferrière : Langlois
- 2018 : J'ai perdu Albert de Didier van Cauwelaert : Président de la Commission de Prévention des Risques
- 2019 : Selfie de Thomas Bidegain, Marc Fitoussi, Tristan Aurouet, Cyril Gelblat et Vianney Lebasque : le prêfet
- 2020 : Belle Fille de Méliane Marcaggi : le réceptionniste
- 2023 : Daaaaaalí ! de Quentin Dupieux : Père Jacques
- 2024 : Paradis Paris de Marjane Satrapi : Monsieur Perrin

#### Courts métrages
- 1985 : Tentative d'échec
- 2006 : Bobby: RFK 37 de Rob Alvarado et Adam Lukeman : un homme dans la foule
- 2007 : 13 ans de Rudi Rosenberg : le père

### Dialogues
- 2002 : Mon idole de Guillaume Canet

### Télévision

#### Téléfilms
- 1985 : D'amour et d'eau chaude de Jean-Luc Trotignon : le commissaire
- 2001 : Jalousie de Marco Pauly : Vidocq
- 2002 : Si j'étais lui de Philippe Triboit : le fou
- 2004 : Péril imminent : Mortel Chahut d'Arnaud Sélignac : le professeur Barth
- 2006 : Je hais les parents de Didier Bivel : le directeur
- 2007 : Monsieur Max de Gabriel Aghion : le curé
- 2008 : La Vie à une de Frédéric Auburtin : l'avocat
- 2008 : Le Septième Juré d'Édouard Niermans : le juge Hoppenot
- 2008 : Le Malade imaginaire de Christian de Chalonge ! Monsieur Purgon
- 2009 : Duel en ville de Pascal Chaumeil : le commissaire Jean-Paul Legrand
- 2009 : Le Bourgeois gentilhomme de Christian de Chalonge : le maître de philosophie
- 2009 : Beauté fatale de Claude-Michel Rome : Richard Ashkenasi
- 2009 : Entre deux eaux de Michaëla Watteaux : le juge Domecq
- 2010 : La Peau de chagrin d'Alain Berliner : Moinard
- 2010 : La Marquise des ombres d'Édouard Niermans
- 2010 : Les Diamants de la victoire de Vincent Monnet : le Duc de Mauresquiel
- 2011 : Amoureuse de Nicolas Herdt : Lévine
- 2011 : La Pire Semaine de ma vie, téléfilm en 2 parties de Frédéric Auburtin
- 2011 : Mission sacrée de Daniel Vigne : Erlanger
- 2012 : Le Bonheur des Dupré de Bruno Chiche : Patrice
- 2012 : Tout est bon dans le cochon de David Delrieux : Roland
- 2012 : L'Innocent de Pierre Boutron : le directeur de prison
- 2012 : Nom de code : Rose d'Arnauld Mercadier : Paul Caillard
- 2012 : Les voies impénétrables de Noémie Saglio et Maxime Govare
- 2012 : La Méthode Claire de Vincent Monnet
- 2013 : La Rupture de Laurent Heynemann : Jean de Lipkowski
- 2013 : Un petit bout de France de Bruno Le Jean
- 2014 : La Déesse aux cent bras de Sylvain Monod : Monsieur de Cordoue
- 2014 : Meurtres à Rouen de Christian Bonnet : le prêtre
- 2014 : Où es-tu maintenant ? d'Arnaud Sélignac : le gardien d'immeuble
- 2014 : La Loi de Christian Faure : Michel Debré
- 2014 : L'Esprit de famille de Frédéric Berthe
- 2015 : Stavisky, l'escroc du siècle de Claude-Michel Rome : le professeur Pressard
- 2015 : Pierre Brossolette ou les passagers de la lune de Coline Serreau : Émile Bollaert
- 2016 : Monsieur Paul d'Olivier Schatzky : Monseigneur Ducaire
- 2018 : Tu vivras ma fille de Gabriel Aghion : le chirurgien
- 2023 : À côté de ses pompes de Nathalie Lecoultre : Franck Basile
- 2024 : La Maman du bourreau de Gabriel Aghion : l'évêque

#### Séries télévisées
- 1997 : Les Nouvelles Aventures de Robin des Bois (The New Adventures of Robin Hood), épisodes inconnus
- 2000 : Mes pires potes, épisodes inconnus
- 2002 : PJ, épisode Gang de filles de Brigitte Coscas : Jean-Marc Morel
- 2002-2005 : Avocats et Associés, 2 épisodes
  - 2002 : La grande muette de Christian Bonnet : Frédéric
  - 2005 : Les ciseaux de Patrice Martineau : Pierre Fontenelle
- 2003 : Blague à part, épisode Bloc op : l'interne rancunier
- 2003 : Les Cordier, juge et flic, épisode Les Cours du soir de Michaël Perrotta : Monsieur Murat
- 2003 : Le Camarguais, épisode Paddy de Patrick Volson : l'inspecteur d'académie
- 2004 : Sex and the City, épisode An American Girl in Paris: Part Une de Timothy Van Patten : le portier
- 2005 : Le Grand Patron, épisode Edition spéciale de Christian Bonnet
- 2006 : Le juge est une femme, épisode La loi du marché de Joyce Buñuel : Demorge
- 2006 : Le Président Ferrare, 1 épisode d’Alain Nahum
- 2006 : L'État de Grace de Pascal Chaumeil, 3 épisodes : Hyppolite Gardon 
  - Apprivoiser
  - Séduire
  - Résister
- 2007-2010 : Sur le fil, 4 épisodes de Frédéric Berthe : le procureur
  - 2007 : Tuyau percé
  - 2010 : Opération Caïman
  - 2010 : Direct live
  - 2010 : V.M.A.
- 2008 : Julie Lescaut, épisode Julie à Paris d'Éric Summer : Gallois
- 2008 : Central Nuit, épisode Cauchemars d'Olivier Barma : Gérard Meyer
- 2008-2016 : Boulevard du Palais, 4 épisodes
  - 2008 : La geôle de Christian Bonnet : David Glorion
  - 2014 : Une vie au placard de Bruno Garcia : le procureur
  - 2015 : Un bien pour le mal de Bruno Garcia : le procureur
  - 2016 : Mauvaise graine de Jean-Marc Thérin : le procureur
- 2009 : Les Petits Meurtres d'Agatha Christie, épisode La Maison du péril de Éric Woreth : Paul
- 2009 : Reporters, 2 épisodes
- 2010 : Engrenages, 2 épisodes de Jean-Marc Brondolo : le Capitaine Renaud
  - Saison 3, épisode 9
  - Saison 3, épisode 10
- 2010 : Ce jour-là, tout a changé, épisode L'Appel du 18 juin de Félix Olivier : Georges Mandel
- 2010-2011 : La Loi selon Bartoli, 2 épisodes : le procureur
  - 2010 : Saison 1, épisode 1 de Laurence Katrian
  - 2011 : Saison 1, épisode 2 de Charlotte Brändström et François Velle
- 2011 : Empreintes criminelles, épisode L'Affaire de l'Orient-Express de Christian Bonnet : le conducteur de wagons-lits
- 2012 : Clash, épisode Hugo: Le mérite d'être clair de Pascal Lahmani : Ducosson
- 2014 : Profilage, épisode Un pour tous de Julien Despaux : Serge Grimal
- 2014 : Falco, épisode Sacrifices de Jean-Christophe Delpias : Peter Brotsky
- 2014-2015 : La loi de…, 2 épisodes
  - 2014 : La Loi de Barbara de Didier Le Pêcheur : Edouard Langevin
  - 2015 : La Loi d'Alexandre de Claude-Michel Rome : l'avocat général
- 2015 : Mongeville, épisode Mortelle mélodie de Bruno Garcia
- 2015 : La Vie devant elles, 6 épisodes de Gabriel Aghion : le Président du Tribunal
  - Saison 1, épisode 1
  - Saison 1, épisode 2
  - Saison 1, épisode 3
  - Saison 1, épisode 4
  - Saison 1, épisode 5
  - Saison 1, épisode 6
- 2015 : Dix pour cent, épisode Audrey d'Antoine Garceau : Duplay
- 2016 : Lebowitz contre Lebowitz, 2 épisodes de Frédéric Berthe : le rabbin Félix Meyer
  - Tout l'amour que j'ai pour toi
  - Elle est à moi
- 2016 : Sam, 3 épisodes de Valérie Guignabodet : Bernard Ivanof
  - Sur un arbre perché
  - Liberté
  - Ils vécurent heureux et eurent beaucoup d'enfants
- 2016 : Alice Nevers, le juge est une femme, épisode Ma vie pour la tienne d'Eric Le Roux
- 2017 : Une famille formidable : Da Silva
- 2018 : Sam (saison 2) de Gabriel Aghion : Bernard Ivanof
- 2018 : HP (série OCS) : Professeur VDB
- 2019 : Pour Sarah de Frédéric Berthe : Maître Rambach
- 2020 : De Gaulle, l'éclat et le secret de François Velle : Georges Mandel
- 2021 : Les Aventures du jeune Voltaire d'Alain Tasma : Abbé de Tersac
- 2022 : Candice Renoir, épisode Un seul être vous manque et tout est dépeuplé : Jean Levasseur
- 2022 : L'Homme de nos vies de Frédéric Berthe : Michel Ortez
- 2023 : Tout pour Agnès de Vincent Garenq : Albert Fuchs
- 2024 : La Peste d'Antoine Garceau : Cottard
- 2024 : Le Daron de Frank Bellocq : Notaire Engerrand Lebeau
- 2024 : Mademoiselle Holmes : le légiste Alfred Camus
- 2024 : Culte : Michel Drezen
- 2025 : Erica, épisode Le prédicateur : Judicaël Hamelot
- 2025 : Une amitié dangereuse d'Alain Tasma : Père Arnoux

## Théâtre

### Auteur
- 1982 : L'étrangleur s'excite
- 1988 : La Femme à contre-jour